# Сарпедон
Сарпедон в древногръцката митология е името на:
1. Син на Зевс и Европа. Брат на Минос и Радамант. Отгледан е от царя на Крит Астерион и когато след смъртта си, той оставя на престола брат му Минос, Сарпедон е изгонен и отива и се установява в Ликия. Има мит според който Зевс му дава дълъг живот, равняващ се на живота на три поколения. Сарпедон е един от съдиите в Подземното царство.
2. Син на Зевс и Лаодамия, дъщеря на Белерофонт, и царя на Ликия. По време на Троянската война се бие на страната на троянците. Убит е от Патрокъл. Зевс заповядва на Аполон да пренесе тялото му обратно в Ликия [1].
3. Син на Посейдон. Гигант. Убит от Херкулес.[2]